# Hemiramphus far
Hemiramphus far är en fiskart som först beskrevs av Forsskål, 1775.  Hemiramphus far ingår i släktet Hemiramphus och familjen Hemiramphidae. Inga underarter finns listade i Catalogue of Life.